# 李志轩
李志轩（1953年—），湖北宜昌人，汉族，中华人民共和国政治人物、第十一届全国人民代表大会湖南地区代表。
毕业于清华大学铸造专业，中共党员。為中国南车股份有限公司总裁助理。2008年起担任全国人大代表。